# Ciro Alegría
Ciro Alegría Bazán (Sartimbamba, 4 de noviembre de 1909-Chaclacayo, Lima, 17 de febrero de 1967) fue un escritor, educador, periodista y político peruano. Es uno de los máximos representantes de la narrativa indigenista, marcada por la creciente conciencia sobre el problema de la opresión de los indígenas y por el afán de dar a conocer esta situación, cuyas obras representativas son las llamadas “novelas de la tierra”. En ese sentido es autor de las siguientes novelas: La serpiente de oro (1935), Los perros hambrientos (1939) y El mundo es ancho y ajeno (1941), esta última su obra cumbre y una de las novelas más notables de la literatura hispanoamericana, con numerosas ediciones y traducciones a muchos idiomas. Ciro Alegría es a la vez uno de los representantes del Grupo Norte que surgiera en la primera mitad del siglo XX en la ciudad de Trujillo (Perú).
Nació en el caserío de Quilca, uno de los centros administrativos de la Hacienda Marcabal Grande, cerca de Huamachuco. Sus padres fueron José Eliseo Alegría Lynch y María Herminia Bazán Lynch. Aunque su familia era de la clase de los hacendados, él vivió su primera infancia junto con los trabajadores agrícolas y sirvientes, familiarizándose así con el ambiente rural e indígena. 
Realizó sus estudios primarios y secundarios en el Colegio Nacional San Juan de Trujillo, donde tuvo como profesor de primaria al entonces joven poeta César Vallejo. En 1927 fundó y dirigió la Tribuna Sanjuanista, periódico escolar que lo reveló como periodista, lo que le valió para ser contratado como reportero del diario El Norte y luego como redactor del diario La Industria. Integró el Grupo Norte, que ya estaba en su fase final. En 1930 ingresó a la Facultad de Letras de la Universidad Nacional de Trujillo, aunque no llegaría a graduarse.
Se afilió a partido aprista, y debido a su actividad partidaria fue perseguido y encarcelado en Trujillo en 1931. Fue liberado por sus correligionarios durante la revolución aprista de 1932, pero nuevamente fue apresado y encarcelado, esta vez en la Penitenciaría de Lima. Una ley de amnistía lo puso en libertad en 1933. 
Continuó su labor periodística, escribiendo para La Tribuna, el diario aprista. En 1934, por su participación en una intentona revolucionaria aprista en Lima, fue deportado a Chile. En 1935 su novela La serpiente de oro ganó el concurso de la Editorial Nascimento de Chile, y en 1939 obtuvo, con su novela Los perros hambrientos, el segundo premio de novela de la Editorial Zig-Zag, también chilena. Dos años después, en 1941, con su gran novela indigenista El mundo es ancho y ajeno ganó el Concurso Latinoamericano de Novela convocado desde Estados Unidos por la Editorial Farrar & Rinehart, lo que le dio fama continental.
Después de recibir dicho premio, Alegría se estableció en Estados Unidos, primero, y luego en Cuba y Puerto Rico. Se dedicó al periodismo, la traducción y la enseñanza universitaria, así como a la literatura, aunque no publicó por esos años. Ya por entonces se había alejado del aprismo. En 1956 conoció a la poetisa cubana Dora Varona, que era su alumna en la universidad donde enseñaba; con ella se casó al año siguiente. Tras una ausencia de 23 años, en 1957 retornó al Perú, donde a sus actividades usuales sumó la carrera política: se afilió al partido Acción Popular en 1963 y llegó a ser elegido diputado por Lima ante el Congreso de la República. 
En 1963 publicó su última obra, el libro de cuentos Duelo de caballeros. Falleció súbitamente en 1967, en la localidad de Chosica, a consecuencia de una hemorragia cerebral. Dejó varias novelas inconclusas, así como algunos relatos inéditos, que fueron publicados por su viuda, Dora Varona, quien se convirtió en una gran estudiosa de su vida y obra literaria. Ella fundó el sello editorial Ediciones Varona, que se encargó de editar todas las obras de Ciro Alegría.

## Nacimiento e infancia
Ciro Alegría nació el 4 de noviembre de 1909, en el caserío de Quilca, uno de los siete pungos o casas de administración y gestión en que se dividía la hacienda Marcabal Grande (7°36′50″S 77°49′16″O / -7.6137898, -77.8210554), la extensísima propiedad de su familia (más de 75 000 hectáreas). Dicho caserío se halla en las estribaciones orientales de la Cordillera de los Andes del departamento de La Libertad, cerca de la ciudad de Huamachuco, en la actual provincia de Sánchez Carrión, pero que entonces estaba bajo la jurisdicción de la provincia de Huamachuco.
Existe una controversia en cuanto al año de su nacimiento. La familia cercana de Alegría ha afirmado que su nacimiento ocurrió en 1908, y no en 1909, a pesar de que el mismo escritor siempre mencionó este último año como el de su nacimiento. Según Constante Bazán Lynch, tío de Ciro Alegría, el error surgió al momento de registrar el bautismo que Ciro tuvo que hacerse de urgencia cuando tenía 21 años de edad, ya que se le exigía la partida de bautismo para ingresar a la Universidad de Trujillo. Constante Bazán ofició de padrino en dicha ceremonia, mientras que la abuela del escritor, Elena Lynch Calderón de la Barca, fue la madrina. Al momento de ser inscrito, según lo ha contado Constante, se le puso por error como nacido en el año 1909. No obstante, Ciro terminó por adoptar dicha fecha, ya que así hacía menos complicado el asunto y se evitaba engorrosas tramitaciones de rectificación.
Su padre, José Eliseo Alegría Lynch, natural de Huamachuco, fue un joven intelectual de raíces peruanas e irlandesas, de pensamiento liberal, lector del célebre Manuel González Prada. Su abuelo era el hacendado Teodoro Alegría, que al ser nombrado diputado por Cajabamba, se fue a vivir a Lima dejando a su hijo José Eliseo al frente de la hacienda. Desafiando la autoridad de su padre, José Eliseo se casó con la hija del capataz de la hacienda, María Herminia Bazán Lynch, que era su prima, e incluso intentó una pequeña reforma agraria favoreciendo a los campesinos de Marcabal Grande. Al enterarse de ello, Teodoro regresó a sus tierras y deportó a su hijo a Quilca, un modesto caserío que era parte de la hacienda Marcabal Grande.
Fue pues, en Quilca, donde nació y vivió su primera infancia Ciro Alegría, rodeado de nativos hispanohablantes, hasta la edad de cinco años, cuando se trasladó con sus padres a Marcabal Grande.
A la edad de siete años, sus padres lo enviaron a la costa, a Trujillo, para que cursara su educación primaria en el Colegio Nacional San Juan. Allí tuvo por maestro, durante el primer año escolar, al poeta peruano César Vallejo, que ya empezaba a labrarse fama en el mundo literario. Durante esos años escolares en Trujillo vivió en casa de su abuela paterna Elena Lynch Calderón de la Barca de Alegría.
En 1920 enfermó de malaria y volvió a la sierra, prosiguiendo su educación primaria en el Instituto Moderno de Cajabamba. Vivió entonces en casa de su tío Gerardo Falcón. En 1923, a los quince años, vivió nuevamente en la hacienda Marcabal Grande, donde fue encargado de supervisar el cumplimiento de las tareas agrícolas de los peones. Aprendió entonces mucho de las costumbres y maneras de vivir de los nativos. De entre los peones, siempre recordó con afecto a uno de nombre Manuel Baca, que era un gran narrador de cuentos y relatos, muchos de los cuales insertaría después en su novelística.

## Adolescencia
En 1924 regresó de nuevo a Trujillo, para cursar su educación secundaria en el colegio San Juan. Por entonces, definió su vocación y escribió, alentado por su familia, sus primeros relatos y poemas. En especial su madre fue la que tuvo influencia en su vocación literaria, pues a ella solía leerle sus primeros escritos, para luego escuchar atentamente sus comentarios.
Las vacaciones de 1925 las pasó en la hacienda Galindo, en las cercanías de Trujillo, propiedad de su tío Constante Bazán Lynch, donde trabajó como racionero de peonaje y ayudante de bodega. Tuvo entonces la oportunidad de ver cómo era la vida en una hacienda de caña de azúcar.
En 1926, falleció su madre en Trujillo, adonde había sido llevada para ser operada de emergencia. A mediados de ese mismo año, ya por cumplir los 18 años de edad, Ciro huyó a Lima con un compañero de colegio apellidado Rojas, quien había inventado un acumulador de electricidad y planeaba aprovecharlo comercialmente.
Su amigo no logró su propósito y volvió a Trujillo, pero Ciro decidió permanecer en Lima, intentando publicar un artículo y varios cuentos. Pero fracasó en ese intento, y sin dinero, tuvo que dormir a la intemperie, en las bancas del zoológico. Un tío suyo lo encontró de casualidad y lo convenció de retornar a Trujillo. Ciro volvió entonces y reingresó al colegio para continuar cursando el tercer año de secundaria, logrando aprobar los exámenes finales, pese al tiempo perdido.
En 1927, cursando el cuarto año de secundaria, fue nombrado director de un pequeño periódico de su colegio, llamado Tribuna Sanjuanista. La publicación llamó la atención de Antenor Orrego, entonces director del diario El Norte de Trujillo, quien lo convocó para que trabajara a su lado como periodista.  Durante el período vacacional escolar de enero a marzo de 1928, Ciro trabajó como reportero policial, anotándose algunos éxitos; asimismo, publicó por primera vez algunos poemas de tendencia vanguardista.
En 1928 siguió sus estudios del último año de secundaria, aunque después de clases continuó trabajando en El Norte,  en tareas especiales que no le demandaban demasiado tiempo.

## Periodista y estudiante universitario
En 1929 estuvo trabajando en una compañía de construcción, que hizo una carretera y un puente sobre el río Virú. Luego volvió a la redacción de El Norte y ese mismo año enfermó nuevamente de malaria.
En 1930, tras discutir con Orrego, abandonó El Norte e ingresó a la redacción de La Industria, importante diario trujillano, cuyo director, Miguel Cerro, quedó sorprendido por su talento. También ese mismo año ingresó a la Facultad de Letras de la Universidad Nacional de Trujillo. A fines del año participó, junto con otros estudiantes, en un intento de reforma universitaria, movimiento que fracasó. Junto con otros dirigentes estudiantiles, fue expulsado de la universidad.

## Militante aprista

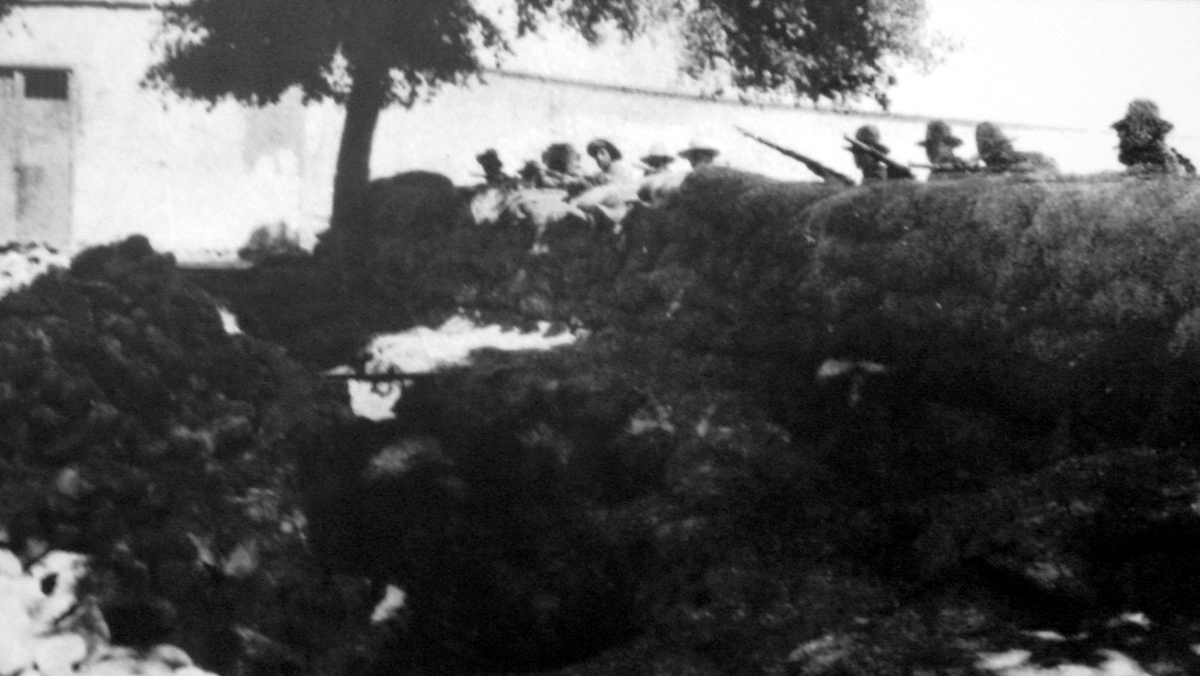
Una escena de la revolución de Trujillo de 1932, en la que participó Ciro Alegría como militante aprista.

A comienzos de 1931 Alegría se afilió al recién fundado Partido Aprista, formando parte del Comité Ejecutivo del Primer Sector del Norte, con sede en Trujillo. Durante todo ese año estuvo dedicado a labores de propaganda política que luego pasaron a ser de oposición al naciente gobierno de Luis Sánchez Cerro.
En diciembre de 1931 fue apresado y retenido en la cárcel de Trujillo hasta el 7 de julio de 1932, fecha en que los participantes de la llamada revolución aprista de Trujillo lo liberaron, junto a los demás presos. Ciro inmediatamente tomó parte en la revuelta, que fue severamente reprimida por las fuerzas del orden, siendo tomada Trujillo de manera sangrienta. Huyó entonces hacia la sierra con la intención de pasar al Ecuador, pero, tras varios meses de escapatoria, fue capturado en la provincia de Celendín.
Fue llevado de regreso a Trujillo, donde el tribunal encargado de juzgar a los rebeldes ya lo había sentenciado a diez años de prisión, en ausencia. Fue torturado y luego enviado a Lima donde fue recluido en la Penitenciaría, junto con Juan Seoane, Serafín Delmar y otros escritores encarcelados por la misma causa. Allí recibió la visita de la joven Rosalía Amézquita Alegría, su tía en segundo grado, aunque un año menor que él.  Entre ellos se inició un romance que perduró durante toda la carcelería de Ciro y que continuó al salir este en libertad.
En abril de 1933, el general Óscar R. Benavides asumió el gobierno del Perú luego del asesinato de Luis Sánchez Cerro por un militante aprista.  El nuevo gobierno dio una ley de amnistía para los presos sin proceso y los que todavía seguían enjuiciados. Como Ciro Alegría ya había sido sentenciado, aparentemente no le beneficiaba la amnistía, pero un jurista descubrió un decreto que consideraba ilegales las condenas en ausencia. En tal caso Ciro quedaba como enjuiciado y le correspondía entonces la amnistía. Salió en libertad en 2 de octubre de 1933.
Ingresó a la redacción del diario aprista La Tribuna de Lima, donde hizo varias crónicas, reportajes y ocasionalmente la sección "Barricada". En octubre de 1934 intervino en el llamado “complot de El Agustino”, una intentona revolucionaria aprista ocurrida en Lima. En diciembre del mismo año fue desterrado a Chile. En el mismo barco que lo alejó del país iban Juan José Lora, Carlos Manuel Cox, Pedro Muñiz Martínez y Luis Alberto Sánchez, apristas y perseguidos políticos como él.

## Destierro a Chile y sus primeras novelas

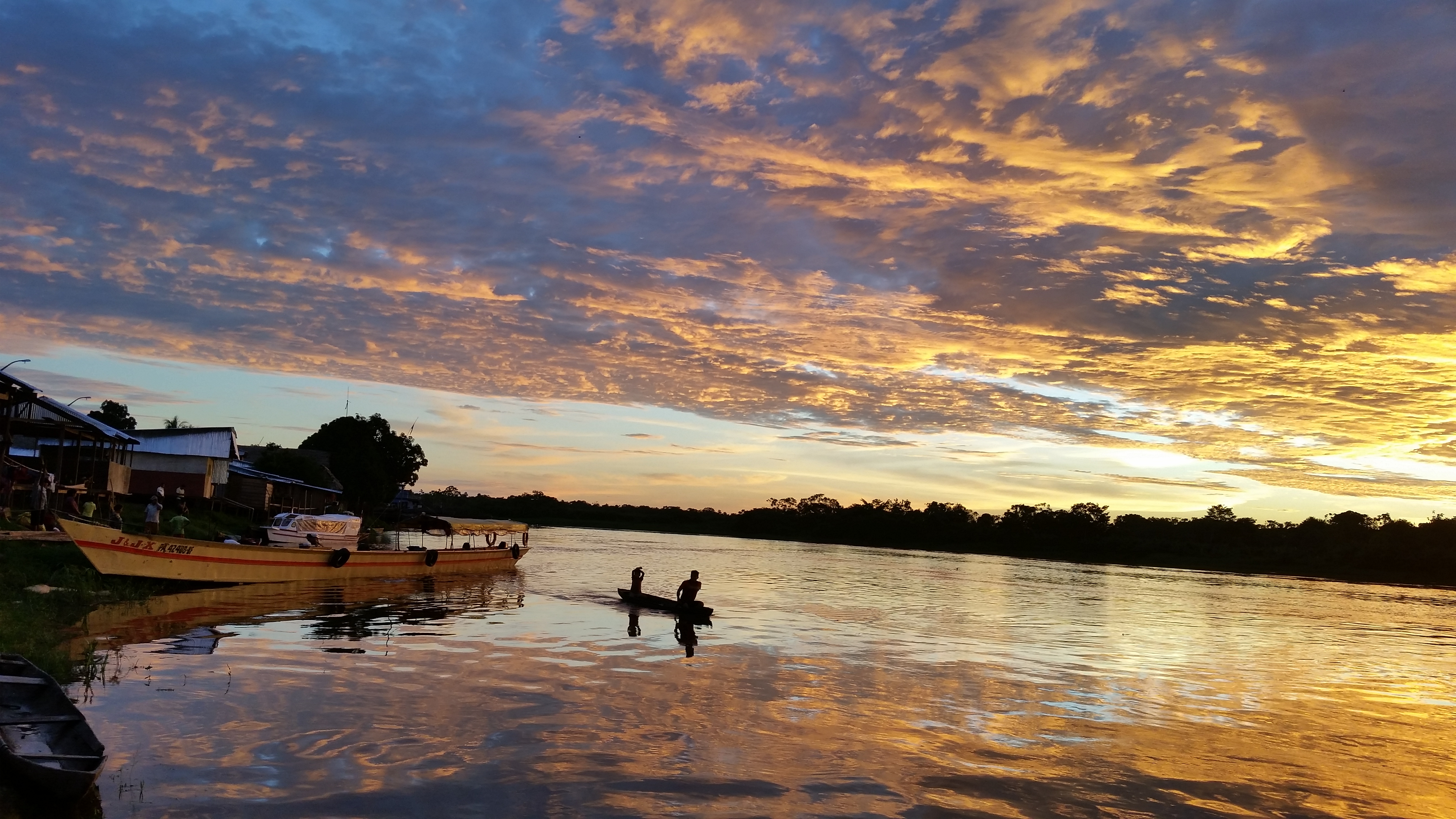
El río Marañón, que Ciro Alegría describe en su primera gran novela, La serpiente de oro.

Alegría arribó a Santiago el 13 de diciembre de 1934, el mismo día en el que era asesinado en dicha ciudad su compatriota, el poeta José Santos Chocano. Su novia Rosalía lo siguió a Santiago después de un matrimonio religioso en Lima realizado por poderes que Ciro remitió desde Chile. Ambos vivieron en la capital chilena hasta 1941. 
El primer trabajo exitoso de Ciro fue transformar su cuento “El Marañón” en la que sería su primera novela, La serpiente de oro, con la cual ganó en Chile el concurso literario convocado por la Editorial Nascimento. Al año siguiente fue elegido miembro del directorio de la Sociedad de Escritores de Chile y comenzó a trabajar en la Editorial Ercilla, como corrector de originales. Asimismo, con la colaboración de su esposa Rosalía, tradujo del francés obras de Stefan Zweig e Ilya Ehrenburg, por encargo de la Editorial Zig-Zag.
A fines de 1936, Alegría enfermó de tuberculosis pulmonar. Se internó en el sanatorio de San José de Maipo donde estuvo dos años, acompañado por su esposa. Poco antes de darle de alta le aplicaron un neumotórax y una burbuja de aire le produjo una embolia cerebral, lo que le causó una parálisis temporal, anulándole la capacidad de escribir. Durante su recuperación y a manera de terapia, compuso su novela Los perros hambrientos, tarea que le demandó un mes de labor. Presentó la obra al concurso convocado por la Editorial Zig-Zag. De las 62 obras presentadas, la suya obtuvo el segundo puesto, siendo el fallo del jurado muy discutido. La novela se publicó en agosto de 1939. En septiembre de 1938 había nacido Ciro Guillermo, su primer hijo.

## El mundo es ancho y ajeno, su novela cumbre

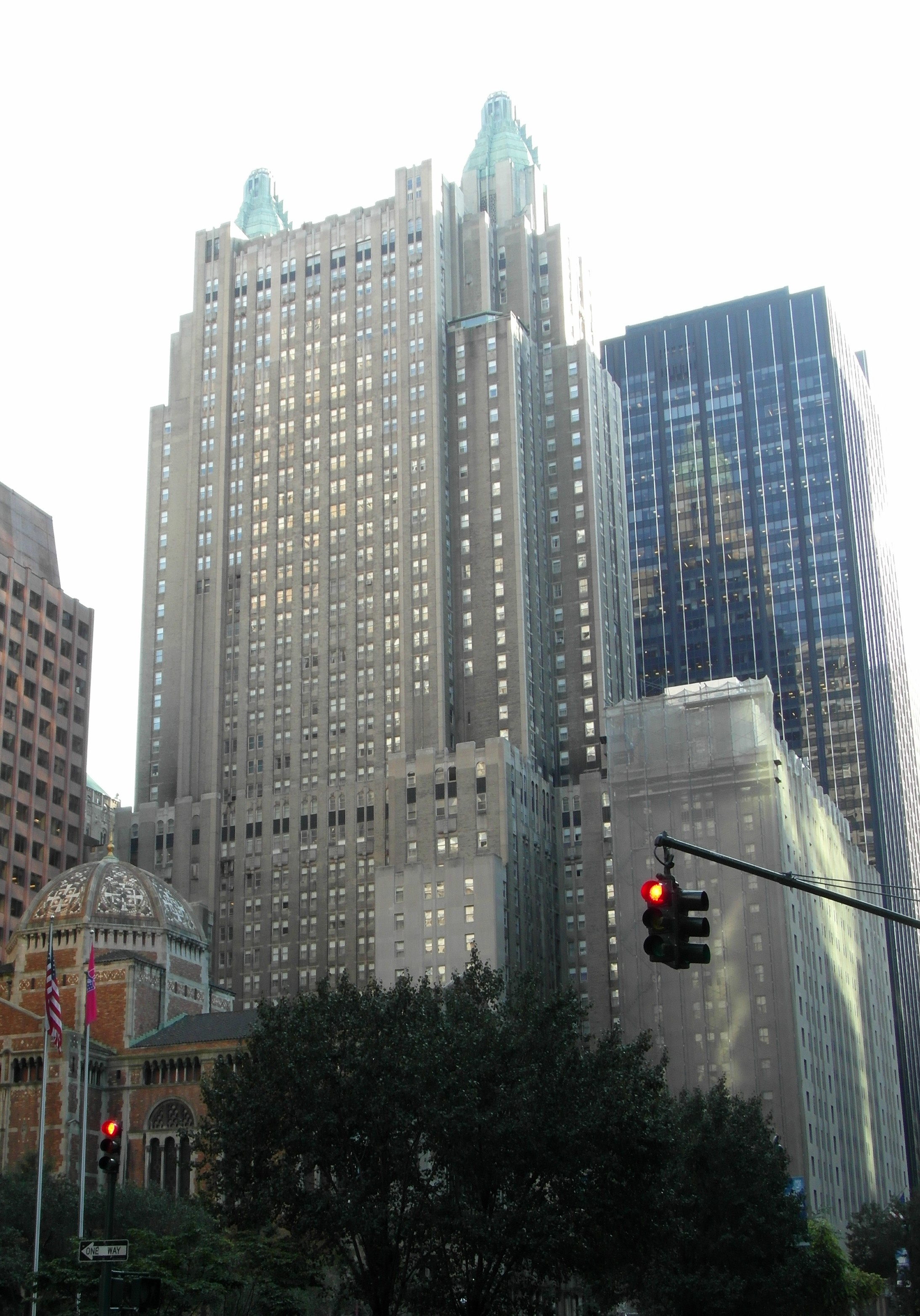
Hotel Waldorf Astoria, donde Ciro Alegría recibió el premio obtenida en el Concurso Latinoamericano de Novela de 1941.

Con el apoyo económico de un grupo anónimo de intelectuales chilenos, Ciro pudo dedicarse a componer su novela más extensa, El mundo es ancho y ajeno, terminada en octubre de 1940, el mismo año en que nació Alonso, su segundo hijo. Con esta novela ganó en 1941 el Concurso Latinoamericano de Novela convocado desde Estados Unidos por la Editorial Farrar & Rinehart y auspiciado por la Unión Panamericana de Washington. Fue invitado a Nueva York adonde viajó para recibir el premio, quedando en Lima Rosalía Amézquita y los dos pequeños hijos de ambos.  El premio le fue entregado en un banquete ofrecido en el Hotel Waldorf Astoria en el Día de las Américas, 14 de abril de 1941. Esta novela se convirtió en un clásico de la literatura peruana e hispanoamericana.
El 19 de abril de 1941, en compañía del ensayista venezolano Mariano Picón Salas, Alegría viajó a Puerto Rico y participó en la Conferencia Interamericana de Escritores. Concurrió posteriormente al Congreso de Escritores Americanos de Washington, donde conoció al escritor estadounidense Waldo Frank, con quien mantuvo desde entonces una gran amistad.
En octubre de 1941 apareció la traducción al inglés de El mundo es ancho y ajeno (Broad and Allien is the World) y su libro fue ubicado por la prensa en el cuarto lugar de ventas.

## Estancia en los Estados Unidos y Puerto Rico
Después del ataque a Pearl Harbor y al no poder volver a Chile por motivo de la guerra, ni al Perú por ser exiliado político, trabajó unos meses en la revista Selecciones del Reader's Digest (1942). Ocupó también el puesto de coordinador en la sección de prensa de la oficina encargada de la propaganda de guerra de los Estados Unidos en América Latina, con sede en Washington. En 1943 fue trasladado a la sede de la oficina en Nueva York, trabajando en la sección de radio y, finalmente, en la de prensa.
Durante 1945 se dedicó a trabajar como traductor en la compañía cinematográfica Metro-Goldwyn-Mayer. Asimismo fue llamado por Federico de Onís para dictar un curso sobre la novela hispanoamericana en la Universidad de Columbia. Por esta época se divorció por mutuo acuerdo de Rosalía Amézquita, quien había permanecido con sus hijos en el Perú.

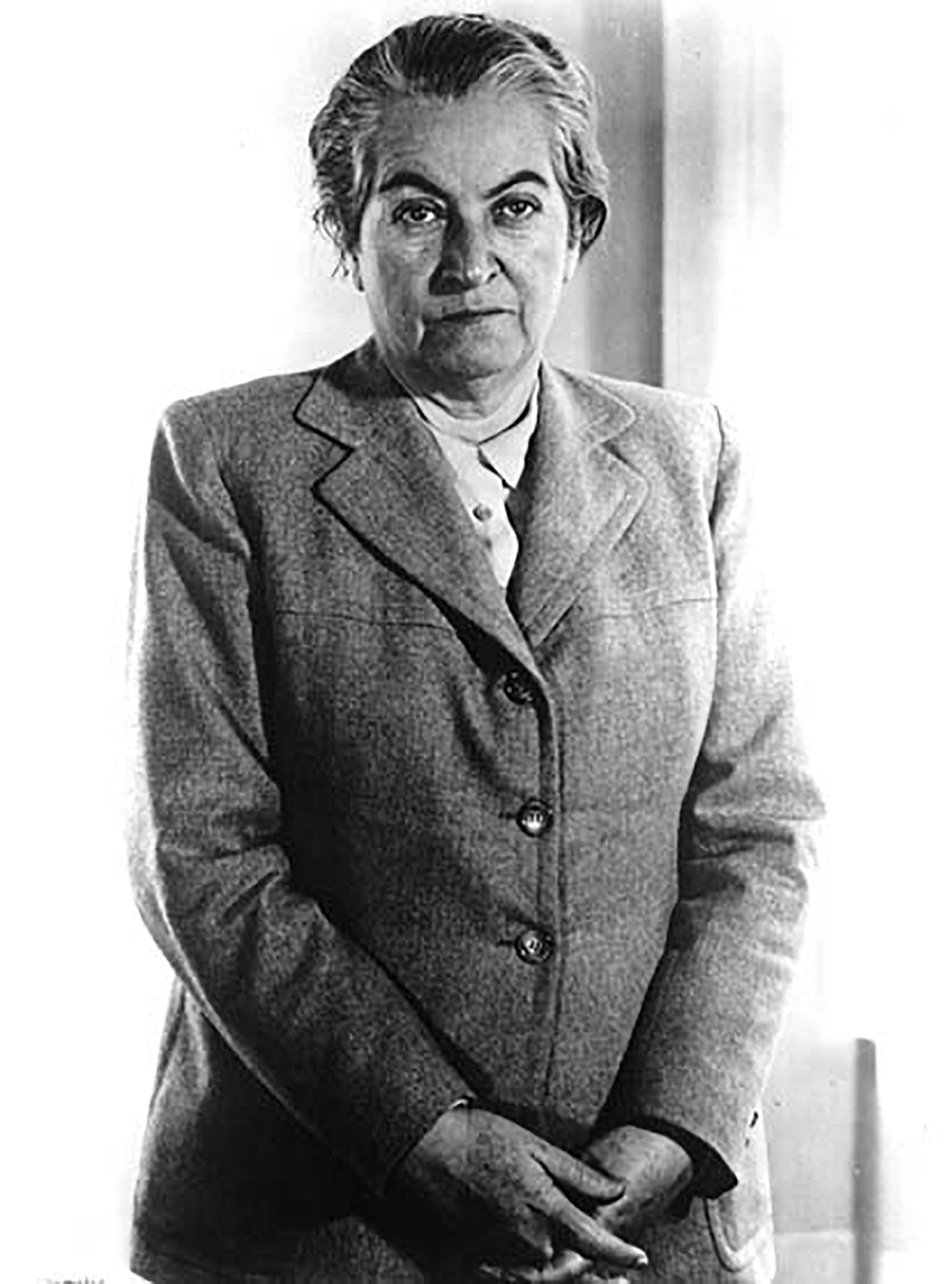
Ciro Alegria fue amigo de Gabriela Mistral (en la foto), a la que dedicó una de sus obras.

La poeta Gabriela Mistral, que era su amiga, lo invitó desde San Francisco en 1946, y esta visita dio motivo a su libro Gabriela Mistral íntima, que se publicó de manera póstuma. Pertenece a esta época su breve matrimonio con la puertorriqueña Ligia Marchand. 
En 1948 le recrudeció una vieja dolencia hepática contraída durante su prisión en la Penitenciaría de Lima, a consecuencia de la mala comida que le sirvieron en dicho penal. Fue operado con éxito de la vesícula biliar. Ese mismo año se separó pública e irrevocablemente del partido aprista, explicando su actitud en declaraciones y artículos publicados en El Diario de Nueva York. Aparte de este diario, colaboró también en La Prensa de la misma ciudad y en revistas en inglés como Red Book, Encore, Free World, The Nation y otras.
En 1949 fue contratado por la Universidad de Río Piedras, en Puerto Rico, donde dictó durante cuatro años cursos de literatura hispanoamericana y técnica de la novela en el Departamento de Estudios Hispánicos. En esos años colaboró también en el diario El Mundo de San Juan de Puerto Rico y la revista Asonante.
En 1950 presentó al Congreso de Literatura Ibero-americana celebrado en Albuquerque, Nuevo México, un trabajo titulado “El Personaje de la Novela Hispanoamericana”, que apareció en las Memorias de dicho Congreso.

## Estancia en Cuba
En 1953 fue invitado al Congreso de Escritores Martianos en La Habana, al que asistió más de un centenar de escritores de Europa y América. Fue nombrado vicepresidente de la Comisión II de dicho Congreso, comisión dedicada a examinar temas literarios y artísticos. Alegría renunció a su cátedra en la Universidad de Puerto Rico y se estableció en Cuba, dedicándose intensamente a su trabajo como escritor y periodista. Trabajaba entonces en cuatro proyectos de novela y colaboraba con la revista Letras Peruanas.
En 1956 fue invitado por la Universidad de Oriente (Santiago de Cuba) a dictar un curso sobre la novela y su técnica. Además, aceptó escribir la historia de la Casa Bacardí, productores del ron del mismo nombre. La tituló Cien años de vida productiva.
También en 1956 conoció a la poetisa cubana Dora Varona, con quien contrajo matrimonio en 1957.

## Retorno al Perú e incursión en la política
Al retornar la democracia al Perú, en 1957 fue invitado al Festival del Libro Peruano, organizado por los editores Juan Mejía Baca, P. L. Villanueva y Manuel Scorza. Este último obtuvo el permiso para imprimir una edición popular de su novela El mundo es ancho y ajeno.

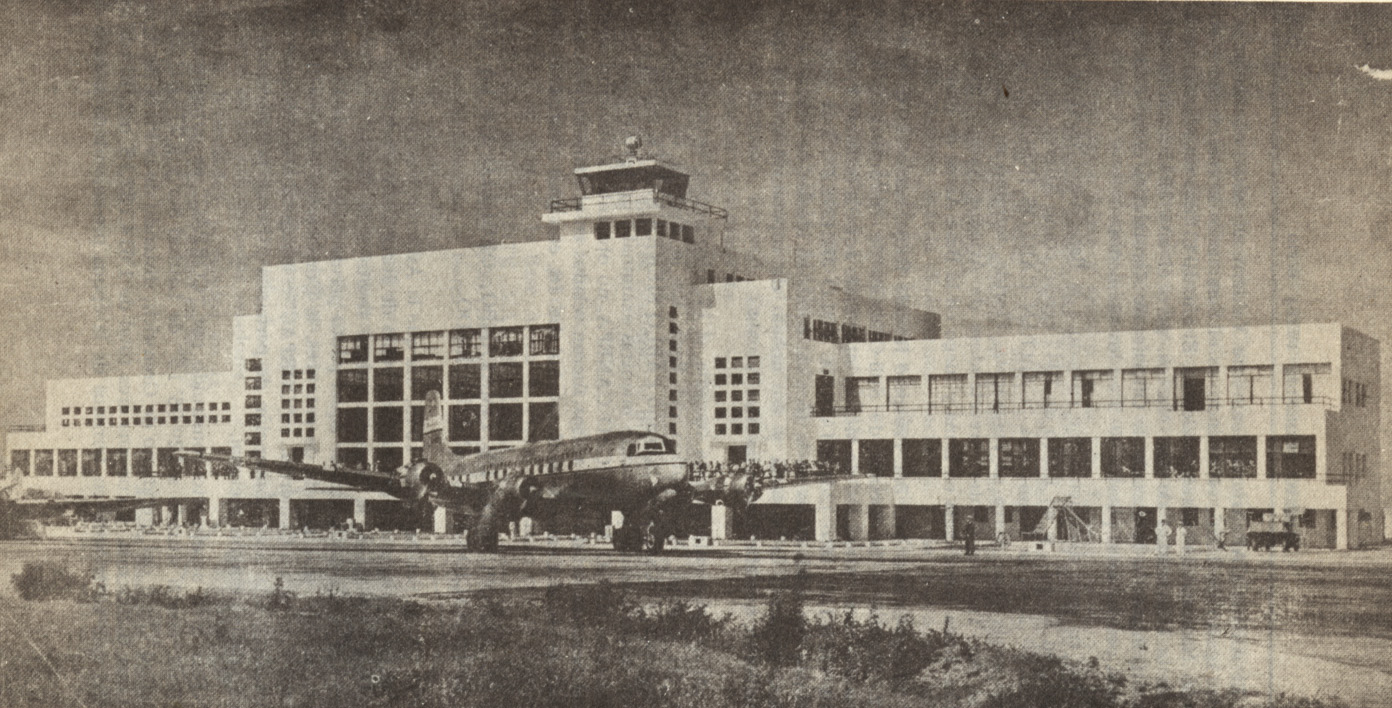
El aeropuerto de Limatambo, donde el 4 de diciembre de 1957 Ciro Alegría tuvo un multitudinario recibimiento, tras 23 años de ausencia del Perú.

Tras una larga ausencia de 23 años, arribó al Perú el 4 de diciembre de 1957, día en que también se reencontró con sus dos hijos, a quienes no veía desde 1941. Este retorno se había truncado en múltiples ocasiones a causa de la concatenación de dictaduras y gobiernos políticamente enemigos que le impidieron volver a su patria. Fue objeto de un recibimiento multitudinario en el aeropuerto. El Festival del Libro Peruano contó también con la presencia de escritores amigos como el ecuatoriano Jorge Icaza y el peruano Enrique López Albújar.
Junto con su esposa, Alegría viajó por el Perú dando conferencias en universidades y centros culturales. Visitó Trujillo, donde la universidad local lo nombró doctor honoris causa y la Municipalidad le concedió la medalla de plata.
Regresó a Cuba, aunque con la idea de regresar pronto al Perú. Desde febrero de 1958 envió colaboraciones seguidas al diario El Comercio de Lima. En diciembre de 1958 nació su hija Cecilia Alegría Varona. Por entonces se desarrollaba la revolución cubana y llegó a conocer a varios jefes revolucionarios. Cuenta también en sus memorias que su hija nació “en medio de la metralla”. Decidió retornar definitivamente al Perú con su familia.
El 12 de enero de 1960 arribó a Lima. En abril de ese año enfermó gravemente de una úlcera duodenal y al mes siguiente fue operado en el Hospital Obrero. Aprovechó su convalecencia para escribir varios cuentos y leyendas.
El 23 de abril de 1960 la Academia Peruana de la Lengua —dirigida entonces por Víctor Andrés Belaunde— lo eligió por unanimidad como miembro de número. En octubre asistió al Tercer Festival del Libro de América, en Buenos Aires. Viajó a Montevideo y colaboró en el diario argentino La Nación. En 1961 dejó de colaborar en El Comercio de Lima y empezó a escribir para el diario Expreso, y para la revista Caretas de Lima.

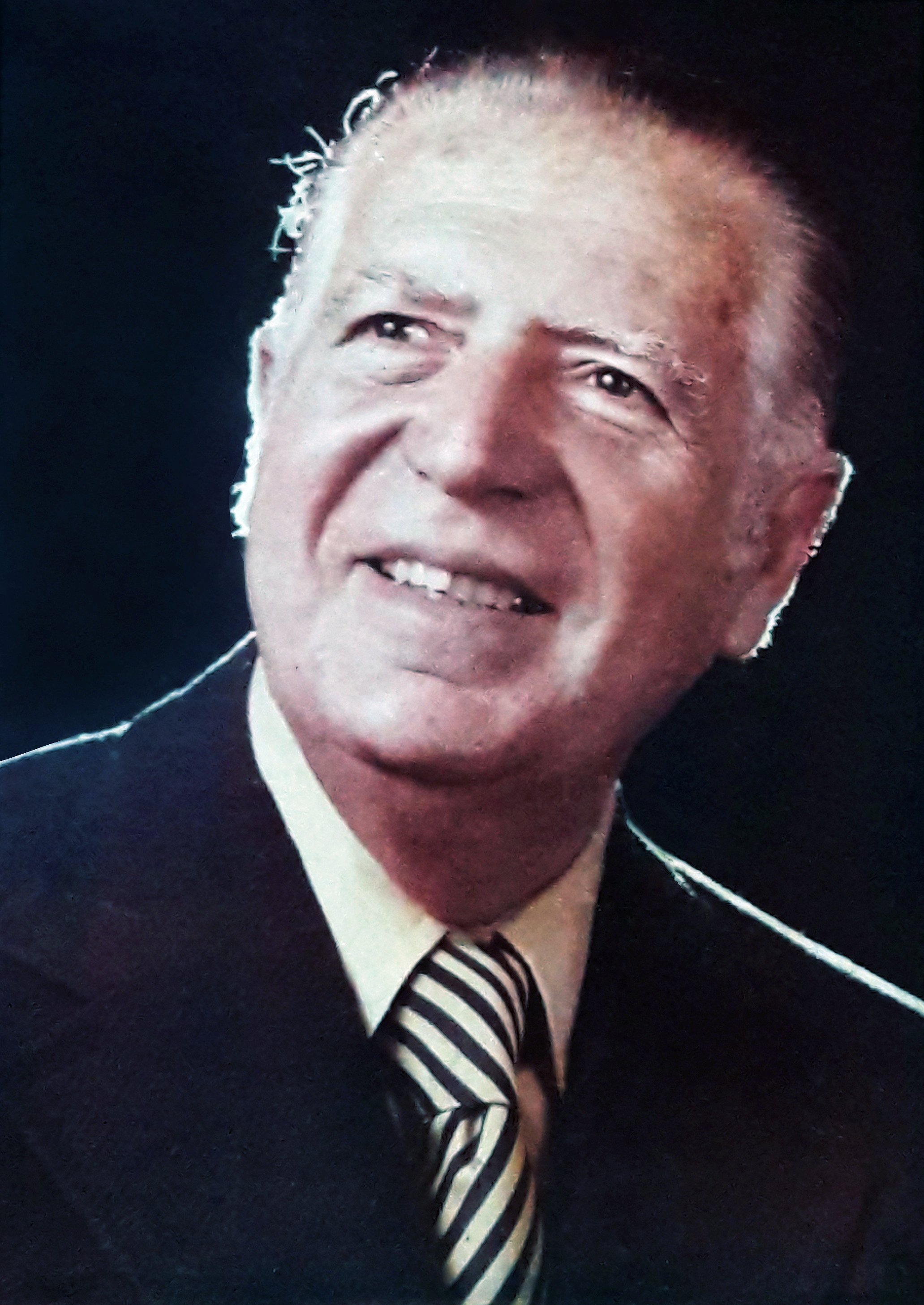
Fue a instancias de Fernando Belaunde que Ciro Alegría se afilió al partido Acción Popular.

Se afilió al partido Acción Popular, a instancias de su líder, el arquitecto Fernando Belaúnde Terry. Después de postular en las fallidas elecciones de 1962 como candidato a una senaduría por La Libertad, volvió a presentarse en las elecciones de 1963 convocadas por la Junta Militar de Gobierno, ganando una diputación por Lima. En septiembre del mismo año la editorial Populibros publicó su libro de relatos Duelo de caballeros, obra que tuvo gran acogida. En 1962 había nacido su hijo Gonzalo Alegría.
Fue invitado al Segundo Encuentro Internacional de Escritores, celebrado en Berlín en 1964 al que asistieron –entre otros– Jorge Luis Borges y Julio Ramón Ribeyro. Viajó por varios países del Este europeo. En 1965, por invitación del parlamento francés, viajó a Francia, pasando luego a Italia. Estando allí recibió una invitación especial desde los Estados Unidos, de parte de la Universidad de Yale, para dictar charlas y conferencias. En el camino de retorno al Perú, conoció Brasil.
De nuevo en Perú, se mudó a Chaclacayo, en busca de mejor clima, y asistió al Primer Encuentro de Narradores Peruanos, convocado por la Casa de la Cultura de Arequipa que dirigía el crítico Antonio Cornejo Polar. El 28 de mayo de 1966 fue elegido presidente de la Asociación Nacional de Escritores y Artistas (ANEA), venciendo a Luis Alberto Sánchez, que por entonces era rector de la Universidad de San Marcos.
Alegría, que se consideraba miembro de la Generación del 30, frecuentó a artistas de diversas generaciones. Fue asiduo concurrente a las tertulias que organizaba el librero Juan Mejía Baca, alternando con Martín Adán, Arturo Hernández y Francisco Izquierdo Ríos.

## Fallecimiento

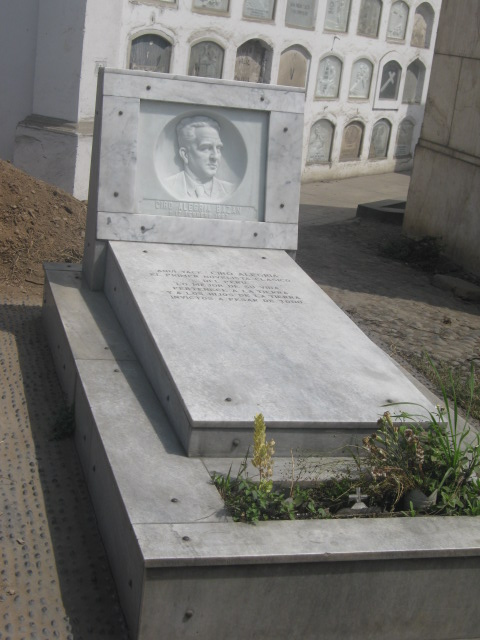
Tumba de Ciro Alegría, descansa en el Cementerio Presbítero Matías Maestro.

Ciro Alegría falleció el 17 de febrero de 1967, a la 1:30 a. m., a causa de una hemorragia cerebral y tras una agonía dolorosa. Su muerte fue sorpresiva, recién cumplidos los 57 años y cuando aparentemente gozaba de buena salud. El presidente Belaunde decretó que le fueran tributados honores de ministro de Estado.

## Homenajes
Fue condecorado póstumamente con las Palmas Magisteriales, en el más alto grado de Amauta.
Diversas entidades culturales y educativas peruanas, así como una calle en Miraflores (Lima), llevan su nombre.
Por disposición de 16 de octubre de 1967, un pueblo del norte de la Amazonía peruana, originalmente llamado Patuachana, fue rebautizado con el nombre de Ciro Alegría. Se halla en la provincia de Bagua, departamento de Amazonas, en la margen izquierda del río Marañón, escenario de una de las novelas del escritor.

## Descendencia
Durante su exilio en Santiago de Chile, Ciro Alegría se desposó con su coetánea y tía segunda, Rosalía Amézquita Alegría, con la que tuvo dos hijos, Ciro y Alonso. Se divorció de Rosalía por mutuo acuerdo, en 1945 desde Nueva York. El segundo hijo de este matrimonio, Alonso Alegría, es un destacado dramaturgo con piezas teatrales montadas en más de cincuenta países. 
Ciro se casó por segunda vez con Ligia Marchand, psicóloga puertorriqueña, con quien mantuvo un breve matrimonio sin descendencia. Por último, se desposó en terceras nupcias con la poeta y escritora cubana Dora Varona, con quien tuvo cuatro hijos: Cecilia, Ciro, Gonzalo y Diego. Este último nació póstumamente, cinco meses después de la muerte de padre, y falleció a la edad de 15 años, en un accidente ocurrido durante una excursión escolar.

## Contexto literario

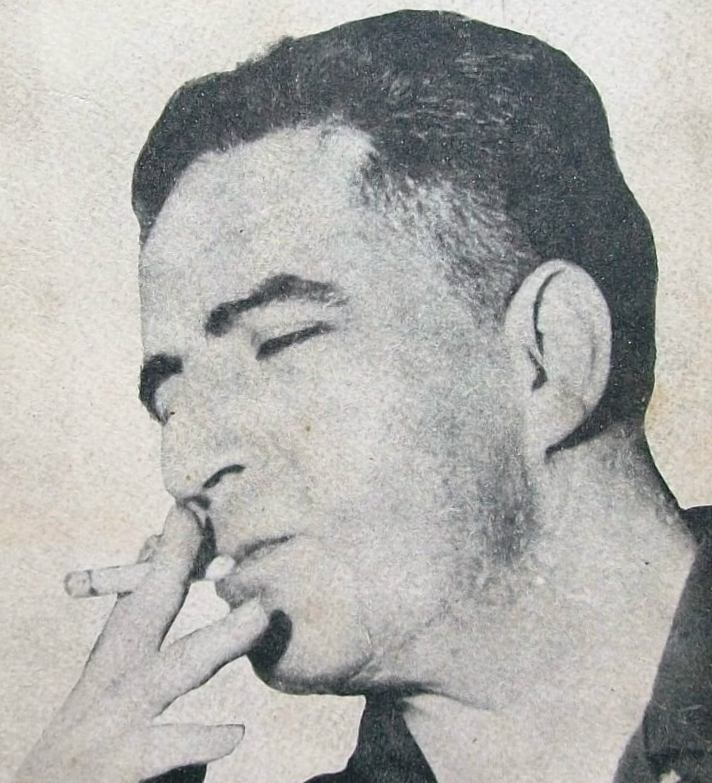
Fotografía de Ciro Alegría en la portada de su libro de memorias Mucha suerte con harto palo, publicado póstumamente (Buenos Aires, Editorial Losada, 1976).

Ciro Alegría es, junto a José María Arguedas, uno de los escritores más importante de la corriente indigenista peruana. Es necesario señalar que Ciro pertenece al indigenismo primigenio, el de los años 1930, mientras que Arguedas representa el llamado neo-indigenismo. Coincidentemente, en el año 1941, cuando Alegría publicaba su última gran novela, Arguedas daba a la luz su primera novela, Yawar Fiesta. Ambos autores sintieron siempre una estimación recíproca y se defendieron de inútiles competencias que algunos quisieron establecer entre ellos. Alegría narra la vida de los hispanohablantes indígenas del norte del Perú, diferentes a los quechuahablantes indígenas del Sur, a quienes reflejan las novelas de Arguedas. El indígena del norte es más aculturado, más mestizado y desconoce el quechua, sin por eso dejar de ser representativo del pueblo nativo del Perú.
El trabajo literario de Ciro Alegría trascendió muy tempranamente las fronteras, puesto que escribió febrilmente desde el exilio en varios países. En Chile escribió y publicó sus dos primeras novelas, La serpiente de oro y Los perros hambrientos, así como su obra cumbre, que ganó el Concurso Latinoamericano de Novela convocado por la Editorial Farrar and Rinehart de Nueva York: El mundo es ancho y ajeno, novela de la cual Mario Vargas Llosa ha afirmado que constituye «el punto de partida de la literatura narrativa moderna peruana y su autor nuestro primer novelista clásico». Dicha novela fue traducida a 14 idiomas.
El mundo es ancho y ajeno refleja las bases de un Perú moderno, mestizo, y rico en regiones, culturas y costumbres diversas. Sus personajes abandonan su comunidad andina (llamada Rumi) al ser sus tierras expoliadas por un cruel hacendado (Álvaro Amenábar), y se desplazan por todo el Perú, intentando ganarse la vida. La historia cuenta con dos personajes centrales: Rosendo Maqui, que representa al indio sabio, mayor y tradicional, y Benito Castro, el cholo joven que vuelve a su comunidad cuando muere Rosendo para defender el derecho de sus gentes a vivir en sus tierras.
En general, todas las novelas de Alegría defienden la integración de todos los peruanos en la sociedad, y denuncian las miserias y la injusticia social sufrida por los más humildes, especialmente por los indios. Sus obras tienen un tono épico, destacando la naturaleza y las tradiciones culturales peruanas, conjuntamente con la lucha de sus gentes por su subsistencia. En ellas la narración se desarrolla hilvanando hábilmente las historias de varios personajes de la misma comunidad en torno a un núcleo central.
Luego de sus tres novelas indigenistas, en sus restantes 27 años de vida Alegría solo publicó un libro de cuentos, Duelo de caballeros, que la crítica ha considerado inferior en comparación con sus obras precedentes. A inicios de los años 1960 escribió su novela corta Siempre hay caminos, que fue publicada de manera póstuma. Se trata de una novela breve, considerada por la crítica como una joya literaria.
Por esa época inició también la escritura de tres novelas: Lázaro, El dilema de Krause y El hombre que era amigo de la noche, que no llegó a concluirlas. Pese a tratarse solo de fragmentos, algunos extensos, fueron publicadas por su viuda después de su fallecimiento. De todas ellos, cabe destacar Lázaro, un ambicioso proyecto que el autor abandonó en 1954, pero que bien pudo convertirse en una gran novela de temática proletaria, teniendo como protagonistas a los trabajadores de las grandes haciendas azucareras de la costa norte del Perú. Habría sido una especie de continuación de El mundo es ancho y ajeno.
Se ha dicho que la razón del abandono de sus proyectos novelísticos fue la falta de un estímulo editorial, sumada a su recargada labor periodística y docente, así como su precaria salud, todo lo cual influyó negativamente en su voluntad creadora.
Luis Alberto Sánchez dijo en su momento: «Ciro Alegría es, sin duda, el más completo de los recientes narradores peruanos. Los aventaja a todos, por su naturalidad fresca y colorida, por su sabia ingenuidad, por su compenetración espontánea con los grandes problemas sin que ello implique caer en la propaganda social o política.» Discrepaba con aquellos críticos que veían en la obra de Alegría un documento social; para él, el escritor era fundamentalmente un magnífico narrador de recuerdos, con el lenguaje preciso y con tono poético.

## Publicaciones
Aparte de las novelas y cuentos que Ciro Alegría publicó en vida, cabe señalar que, producto a la intensa actividad política y periodística que ocupó gran parte de su vida, el grueso de su producción escrita se encuentra en distintos periódicos de la época, y aún no hay un estudio sistematizado que la recoja. Por otra parte, una parte también significativa de la obra de Ciro Alegría (una novela breve, fragmentos de novelas, cuentos, memorias, etc.) ha sido publicada después de su muerte por su viuda Dora Varona.
En vida, Alegría publicó las siguientes obras:
- La serpiente de oro (Santiago de Chile, Editorial Nascimento, 1935), novela Primer premio del concurso de novela convocado por la Editorial Nascimento de Chile.
- Los perros hambrientos (Santiago de Chile, Editorial Zig Zag, 1939), novela, Segundo premio del concurso de novela convocado por la Editorial Zig-Zag de Chile.
- La leyenda del nopal (Santiago de Chile, Editorial Zig Zag, 1940), cuentos ilustrados para niños.
- El mundo es ancho y ajeno (Santiago de Chile, Editorial Ercilla, 1941), novela. Primer premio del concurso Latinoamericano de Novela convocado por la Editorial Farrar & Rinehart de Nueva York.
- Las aventuras de Machu Picchu (Editorial desconocida, 1950) .
- Duelo de caballeros (Lima, Populibros, 1962), colección de 7 cuentos y 2 relatos.

Después de su muerte y a base de escritos insertos en la prensa periódica o manuscritos inéditos, su viuda Dora Varona editó las siguientes obras:
- Panki y el guerrero (Lima, 1968), cuentos y leyendas amazónicas para niños. Premio Nacional de Literatura Infantil "José María Eguren".
- Gabriela Mistral íntima (Lima, Editorial Universo, 1969), ensayo.
- Sueño y verdad de América (Lima, Editorial Universo, 1969), relatos de hechos históricos basados en los cronistas y en Ricardo Palma.
- La ofrenda de piedra (Lima, Editorial Universo, 1969),  tres cuentos, un relato, cuatro fragmentos de novelas y la novela corta Siempre hay caminos completa.
- Siempre hay caminos (Lima, Editorial Universo, 1969), novela corta.
- El dilema de Krause (Lima, Ediciones Varona, 1969), novela inconclusa, de carácter testimonial y autobiográfico sobre su paso por la Penitenciaría de Lima.
- La revolución cubana: un testimonio personal (Lima, Editorial PEISA, 1971), ensayo.
- Lázaro (Buenos Aires, Editorial Losada, 1973), novela inconclusa. En ella se encuentra incluido el célebre cuento Calixto Garmendia.
- Mucha suerte con harto palo (Buenos Aires, Editorial Losada, 1976), libro de memorias armado en base a distintos escritos periodísticos, autobiográficos y ficcionales.
- Siete cuentos quirománticos (Lima, Ediciones Varona, 1978), narraciones urbanas ambientadas en Nueva York y ciudades hispanoamericanas (cinco cuentos, un fragmento de novela y la novela inconclusa El hombre que era amigo de la noche).
- El sol de los jaguares (Lima, Editorial Varona, 1979), cuentos amazónicos,
- Fábulas y leyendas americanas (Madrid, Editorial Espasa-Calpe, 1982).

Posteriormente Varona publicó una serie de selecciones de leyendas y cuentos (muchos de ellos procedentes de El mundo es ancho y ajeno) para el público infantil y juvenil:
- Sueño y verdad de América (Madrid, Alfaguara, 1985).
- Fitzcarraldo, el dios del oro negro (Madrid, Alfaguara, 1986), cuentos.
- Sacha en el reino de los árboles (Madrid, Alfaguara, 1986), cuentos.
- Nace un niño en los Andes (Madrid, Alfaguara, 1986), cuentos.
- Once animales con alma y uno con garras (Madrid, Alfaguara, 1987), libro de cuentos armado a base de fragmentos de las tres primeras novelas de Ciro.
- El ave invisible que canta en la noche (Madrid, Alfaguara, 1989), cuentos extraídos íntegramente de El mundo es ancho y ajeno.
- Mi alforja de caminante (Lima, Editorial Norma, 2007), cuentos y relatos.
- El zorro y el conejo (Lima, Editorial Norma, 2008).